# Yoko Kando
Yoko Kando –en japonés, 漢人陽子, Kando Yoko– (Yuto, 26 de septiembre de 1974) es una deportista japonesa que compitió en natación.
Ganó tres medallas de bronce en el Campeonato Pan-Pacífico de Natación de 1991, en las pruebas de 100 m mariposa, 200 m mariposa y 4 × 100 m estilos. Participó en los Juegos Olímpicos de Barcelona 1992, ocupando el séptimo lugar en la prueba de 4 × 100 m estilos.

## Palmarés internacional
| Campeonato Pan-Pacífico | Campeonato Pan-Pacífico | Campeonato Pan-Pacífico | Campeonato Pan-Pacífico |
| Año                     | Lugar                   | Medalla                 | Prueba                  |
| ----------------------- | ----------------------- | ----------------------- | ----------------------- |
| 1991                    | Edmonton (Canadá)       | Medalla de bronce       | 100 m mariposa          |
| 1991                    | Edmonton (Canadá)       | Medalla de bronce       | 200 m mariposa          |
| 1991                    | Edmonton (Canadá)       | Medalla de bronce       | 4 × 100 m estilos       |